# Forcé
Forcé é uma comuna francesa na região administrativa da Pays de la Loire, no departamento de Mayenne. Estende-se por uma área de 4,94 km². Em 2010 a comuna tinha 1 128 habitantes (densidade: 228,3 hab./km²).
No seu território passa o Rio Jouanne.